# Renascença
Renascença est une ville brésilienne du sud-ouest de l'État du Paraná. Elle se situe à une latitude de 26° 09' 28" sud et par une longitude de 52° 58' 08" ouest, à une altitude de 688 mètres. Sa population était estimée à 6 525 habitants en 2006. La municipalité s'étend sur 425 km².

## Maires
| Période | Période | Identité        | Étiquette | Qualité |
| ------- | ------- | --------------- | --------- | ------- |
| 2009    | 2012    | Jose Kresteniuk | PSDB      |         |

## Villes voisines
Renascença est voisine des municipalités (municípios) suivantes :
- Marmeleiro
- Francisco Beltrão
- Bom Sucesso do Sul
- Vitorino
- São Lourenço do Oeste dans l'État de Santa Catarina
- Campo Erê dans l'État de Santa Catarina